# Goodpaster River
Der Goodpaster River ist ein etwa 205 Kilometer langer rechter Nebenfluss des Tanana River im Interior des US-Bundesstaats Alaska.

## Verlauf
Der Goodpaster River entspringt in den Mertie Mountains, Teil des Yukon-Tanana-Hochlands, auf einer Höhe von etwa 1300 m. Er fließt anfangs 85 km in westlicher Richtung durch das Bergland. Anschließend biegt er in Richtung Südsüdwest ab. Er passiert bei Flusskilometer 100 die am linken Flussufer gelegene „Pogo Mine“, eine von Northern Star (Pogo) LLC betriebene Goldmine. Zu dieser führt die „Shaw Creek Road“ und überquert den Goodpaster River an dieser Stelle. Der Goodpaster River erreicht bei Flusskilometer 50 eine vom Tanana River durchflossene Niederung. Der South Fork Goodpaster River, der größte Nebenfluss, mündet linksseitig in den Goodpaster River. Dieser wendet sich allmählich nach Westen und trifft schließlich 13 km ostnordöstlich von Big Delta auf einen Seitenarm des Tanana River. Dieser erreicht nach weiteren 3,5 km den Hauptfluss. Im Mittel- und Unterlauf weist der Goodpaster River zahlreiche Flussschlingen auf.

## Hydrologie
Bei Flusskilometer 101 befindet sich nahe der „Pogo Mine“ ein Abflusspegel. Der gemessene mittlere Abfluss (MQ) beträgt 15 m³/s. In den Monaten Mai bis August führt der Fluss die größten Wassermengen mit monatlichen Mittelwerten zwischen 28,3 und 34,5 m³/s.

## Einzugsgebiet
Der Goodpaster River entwässert ein 3725 km² großes Areal. Das Einzugsgebiet des Goodpaster River grenzt im Westen an das des Shaw Creek, im Norden an das des Salcha River, im Nordosten an das des Charley River, im Osten an das des Middle Fork Fortymile River sowie im Süden an das der Flüsse Healy River und Volkmar River.

## Name
Der Fluss wurde von Lieutenant H. T. Allen zu Ehren der Goodpaster-Familie aus Kentucky benannt.